# Pipa Meerschaum

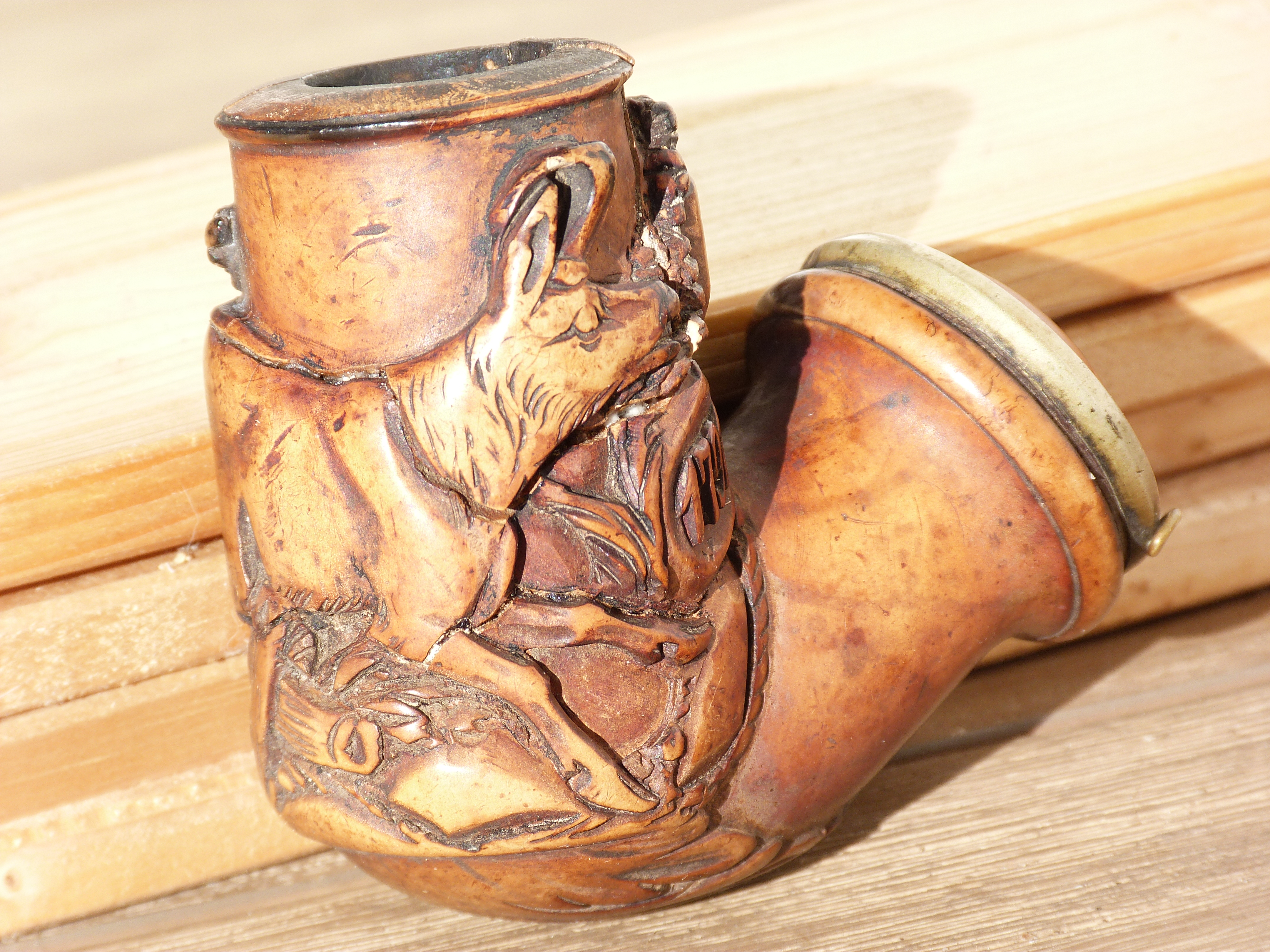
Il fornello finemente intagliato di una pipa Meerschaum risalente al 1791 e realizzata a Buda, in Ungheria.

Una pipa Meerschaum è una pipa realizzata in sepiolite, un minerale spesso chiamato anche "schiuma di mare". Il nome deriva dalla parola tedesca "Meerschaum", che significa per l'appunto "schiuma di mare", e talvolta anche in italiano queste pipe sono indicate come pipe in schiuma di mare.
La sepiolite, un fillosilicato idrato di magnesio, è chiamata anche "schiuma di mare" perché è possibile trovarla galleggiante sulle acque del Mar Nero, tanto che un tempo si credeva che si trattasse di schiuma di mare solidificata.

## Storia

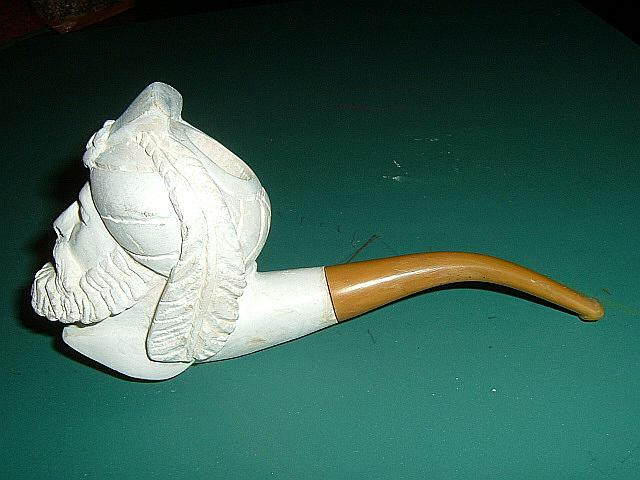
Una pipa Meerschaum mai utilizzata.

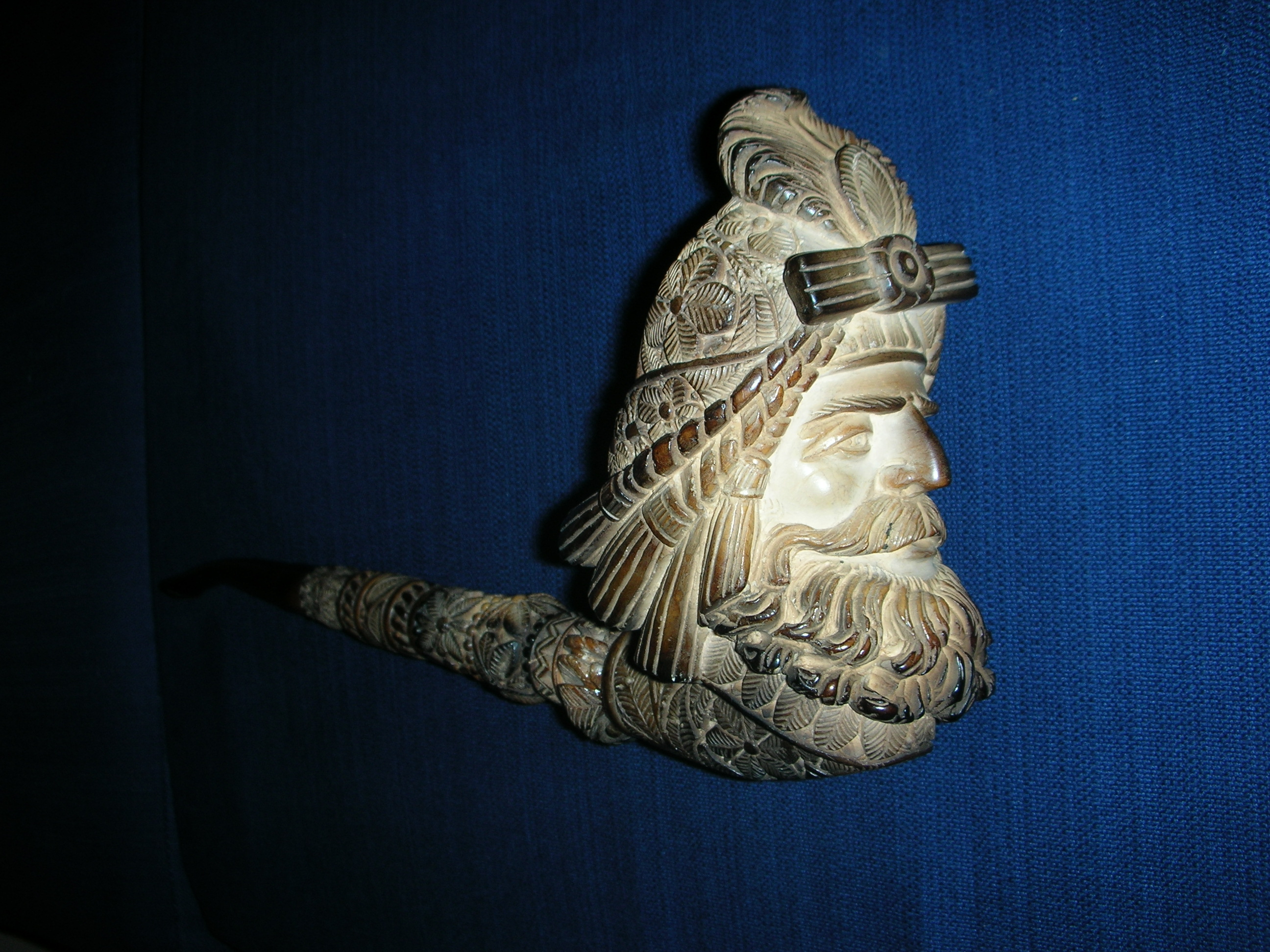
A causa della porosità della sepiolite, con l'utilizzo le pipe Meerschaum possono sviluppare una diversa colorazione, che non può più essere rimossa.

Il primo utilizzo di sepiolite per la fabbricazione di pipe di cui si ha notizia risale al 1723. Quell'anno, il barone ungherese Andrássy, di ritorno da un viaggio in Turchia, portò a casa due pezzi di sepiolite che consegnò poi al suo calzolaio, tale Karl Kovacs, il quale era anche un abile intagliatore, perché ne realizzasse qualche scultura e questi ne realizzò una pipa per il barone, ritenendo che un materiale così poroso fosse perfetto allo scopo. L'idea di Kovacs ebbe successo e presto il calzolaio divenne quasi del tutto occupato a produrre pipe in sepiolite, le quali divennero presto molto apprezzate dai fumatori, poiché, grazie alla loro porosità, l'umidità e il catrame di tabacco vanno ad impregnare il minerale e si ottiene quindi un fumo fresco, asciutto e aromatico.
Tra il 1750 e il 1850 le pipe Meerschaum divennero quindi il principale sostituto delle pipe in argilla tra i fumatori delle classi più agiate. Le pipe in sepiolite intagliate, la cui produzione si era nel frattempo concentrata nei dintorni di Vienna, erano infatti un bene di lusso, soprattutto dopo che,  a partire dalla seconda metà del XIX secolo, divenne comune l'utilizzo della radica di erica arborea per la fabbricazione di pipe, tuttavia, quando il giro d'affari delle pipe Meerschaum si ingrandì, aumentarono anche gli sforzi per trovare nuovi giacimenti di sepiolite in Turchia e quindi a partire dal 1840 la diffusione delle pipe Meerschaum ebbe una notevole accelerazione.
Se con l'introduzione dell'utilizzo della radica, avvenuta attorno agli anni 1820, la richiesta di pipe in argilla crollò del tutto, quella delle pipe in sepiolite subì solo una lieve flessione e, per non rinunciare alla qualità data dal minerale, pur diminuendo il prezzo dell'intera pipa, alcuni artigiani iniziarono a realizzare pipe unendo un bocchino in radica a un cannello e un fornello in sepiolite, creando quello che da molti fumatori è ancora oggi ritenuto un ottimo connubio, che unisce la porosità della sepiolite, con tutti i vantaggi sopra citati, alle qualità di durevolezza e assorbimento del calore della radica. La sepiolite va pulita solo da fredda ed è piuttosto fragile, mentre la radica dopo qualche giorno di utilizzo consecutivo, va lasciata riposare, quindi la combinazione di questi due materiali ha dei punti deboli.
Il successo delle pipe in sepiolite, anche come oggetto da collezione, durò fino alla fine del XIX secolo, annoverando molti estimatori famosi, basti pensare che nel 1881, in occasione del suo insediamento, il presidente degli Stati Uniti d'America James A. Garfield commissionò alla William Demuth Company di Manhattan la produzione di due pipe Meerschaum, di cui era un estimatore, raffiguranti lui e sua moglie, e che un altro presidente statunitense, Theodore Roosevelt, aveva più di 10 pipe in sepiolite che lo ritraevano.
Nel XX secolo, con il diminuire dell'utilizzo della pipa, è diminuita di conseguenza anche la produzione, soprattutto artigianale, di pipe Meerschaum, le quali hanno mantenuto comunque, tra i fumatori di pipa, una discreta fama. Un particolare che i fumatori sembrano apprezzare delle pipe Meerschaum è che esse, con l'utilizzo, cambiano via via colore, e le vecchie pipe di sepiolite sono quindi caratterizzate da sfumature di giallo, arancione, rosso e ambra che diventano più forti andando dalla base alla cima del fornello.

## Produzione

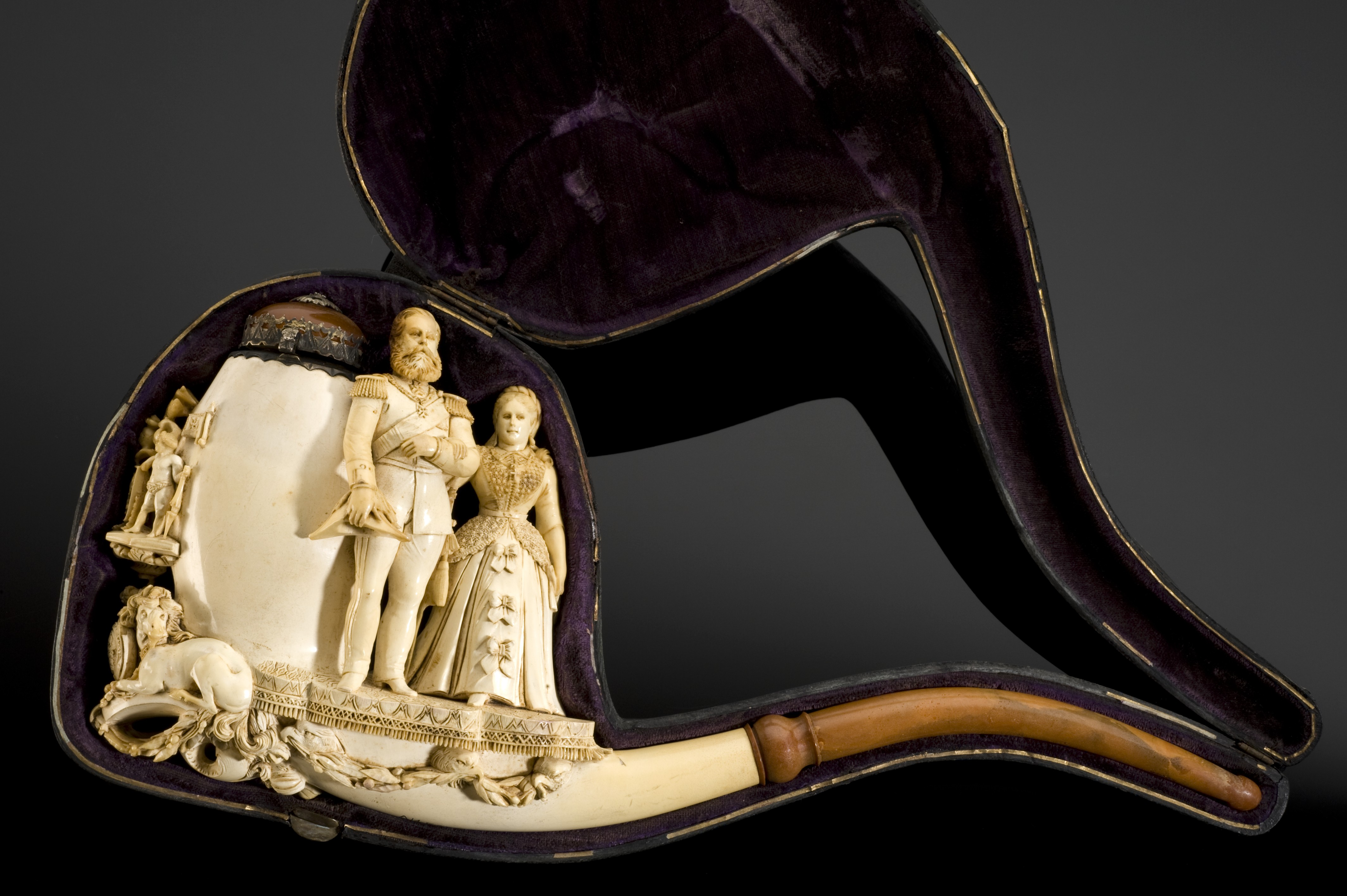
Una pipa Meerschaum da collezione risalente alla fine del XIX secolo e raffigurante l'imperatore Federico III di Germania e la sua consorte.

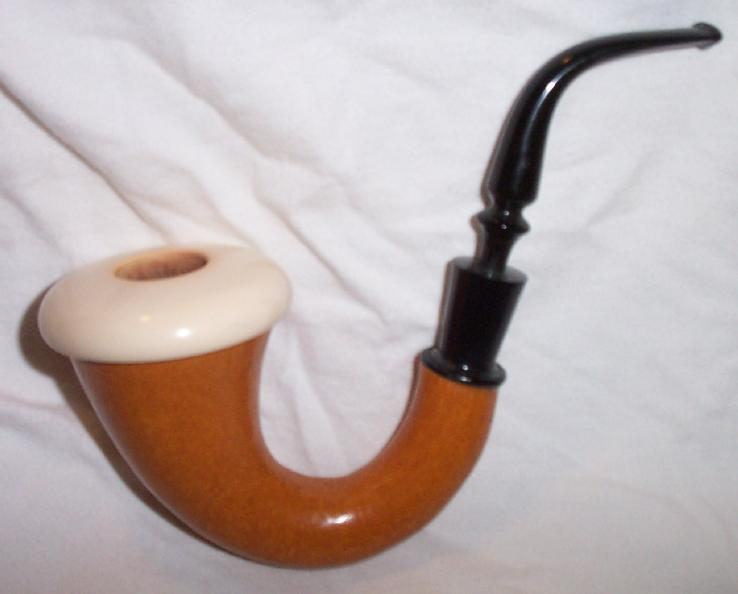
Una pipa calabash con il fornello in sepiolite.

Per quanto riguarda la produzione tradizionale delle pipe Meerschaum, il primo passaggio è quello di rimuovere dalla sepiolite tutti i residui di terra che può avere intorno o dentro ai pori, dopodiché essa viene asciugata, nuovamente raschiata e infine lucidata. A questo punto, i fornelli, appena abbozzati nella pietra, vengono intagliati, talvolta realizzando vere opere d'arte, e scartavetrati, per poi essere riscaldati in una cera la cui formula è tipica di ogni artigiano o nella stearina (in sostituzione al bianco di balena usato un tempo), che dona alla sepiolite sia maggior resistenza, impregnandola, sia maggior lucentezza, e infine nuovamente lucidati con cenere ossea.
Prodotti intagliati in sepiolite turca erano tradizionalmente realizzati a Vienna, tanto che nella seconda metà dell'Ottocento erano oltre duecento le aziende sorte intorno alla città impegnate in questa produzione, tuttavia, a partire dagli anni 1970, la Turchia, il maggior produttore di sepiolite del mondo, ha vietato l'esportazione di sepiolite appena estratta (la si trova in depositi alluvionali sotto forma di masse nodulari irregolari) volendo provare a creare un'industria locale della lavorazione del minerale. Quelli che erano un tempo i più famosi produttori di pipe Meerschaum sono quindi spariti e i grandi produttori di pipe europei hanno modificato la propria produzione. Le pipe Meerschaum che si trovano oggi comunemente in commercio sono quindi di produzione turca e realizzate pressando polvere di sepiolite e solo raramente si incontrano pipe realizzate artigianalmente da intagliatori specializzati. Tuttavia esistono anche produzioni europee in cui il fornello, già lavorato in Turchia, viene poi rifinito in paesi quali Austria e Svizzera.
Una variante delle pipe Meerschaum è la pipa calabash, resa iconica dall'interpretazione di Sherlock Holmes resa da William Gillette.  Tale pipa è così chiamata dalla parola inglese "calabash", con cui si identifica la lagenaria siceraria (in italiano chiamata "zucca a fiasco" o "zucca da vino"), una pianta che produce zucche che, fatte crescere con la voluta forma utilizzando opportuni stratagemmi, vengono utilizzate proprio nella produzione delle pipe calabash. Una volta cresciuta, la zucca viene tagliata e fatta seccare e quindi adattata, con una guarnizione in sughero, all'inserimento di un fornello in sepiolite. Grazie a quest'ultimo, la pipa calabash restituisce uno dei fumi più freschi e secchi disponibili nel mondo delle pipe.